# Dicranopteris lanigera
Dicranopteris lanigera är en ormbunkeart som först beskrevs av David Don och som fick sitt nu gällande namn av Fraser-jenk.
Dicranopteris lanigera ingår i släktet Dicranopteris och familjen Gleicheniaceae. Inga underarter finns listade i Catalogue of Life.